# Український Інститут Громадознавства
Український Інститут Громадознавства (УІГ), заснований 1925 М. Шаповалом у Празі на базі існуючого там філіялу Українського Соціологічного Інституту у Відні (тому був відомий п. н. УСІ) з відділами: соціології і політики, народознавства та економіки й техніки; 1926 — 29 при УІГ діяв заочний Укр. Робітничий Інститут. УІГ видав серію зб. «Суспільство» (1926 — 27), його органом був ж. «Нова Україна» (1922 — 28). З УІГ було пов'язане видавництво «Вільна Спілка» в Подєбрадах; до 1928 УІГ видав 46 більших праць. УІГ мав чималу бібліотеку, як також під його управою був Український Національний Музей у Празі, заснований 1923. По смерті Шаповала (1932) УІГ занепав.